# Anke Schwiekowski
Anke Schwiekowski (* 24. Oktober 1966 in Braunschweig) ist eine deutsche Schauspielerin, Theaterpädagogin und systemischer Coach.

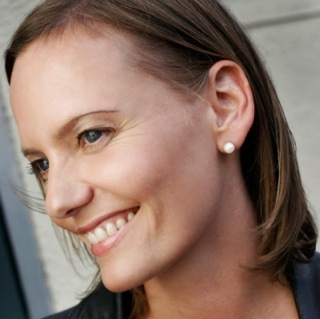
Anke Schwiekowski

## Leben
Anke Schwiekowski machte 1986 in Braunschweig Abitur. Von 1988 bis 1991 absolvierte sie in Paris ihr Schauspielstudium an der staatlichen Schauspielschule Ecole Nationale Superieuere des Arts et Techniques du Theatre (ENSATT), welche sich heute in Lyon befindet. Seit ihrer Rückkehr 1991 nach Deutschland spielte sie an vielen deutschen Bühnen und 1996 begann ihre Film- und Fernsehkarriere in München.
Von 2009 und 2012 ließ sie sich zusätzlich zum Psychologischen Berater und Systemischen Coach ausbilden und arbeitet seitdem zunehmend auch in der Einzel-, Paar- und Familienberatung sowie projektweise theaterpädagogisch mit Kindern und Jugendlichen.

## Theater (Auswahl)
Seit 1991 hatte sie Engagements u. a. am Grenzlandtheater Aachen, Theater am Zoo/Frankfurt am Main, Konzertdirektion Landgraf, Neues Theater Halle, Kleines Theater Kammerspiele Landshut, Münchner Kammerspiele, Teamtheater München und anderswo.
Rollen:
- „Das Mädchen“/„Linie 1“ (Volker Ludwig)
- „Polly“/„Dreigroschenoper“ (Brecht)
- „Silvia“ und „Lisette“/„Spiel um Liebe und Zufall“ (Marivaux) Regie: Sven Grunert
- „Libby“/„Was willst du denn beim Film?“ (Neil Simon)
- „Hyacinthe“/„Scapins Streiche“ (Moliere)
- „Catherine“/„Acht Frauen“ (Robert Thomas)
- „Magd“/„Ithaka“ (Botho Strauss)
- „Carol“/„Oleanna“ (David Mamet) Regie: Sven Grunert
- „Isabel“/ „Romance in d“ (James Sherman)

## Film und Fernsehen
Ab 1996 spielte Schwiekowski verschiedene Rollen in zahlreichen Fernsehproduktionen, zum Beispiel als „Kessy“ in der ARD-Serie Aus heiterem Himmel oder in Polizeiruf 110: Todsicher die Rolle der mordverdächtigen „Simone Schumacher“. Bekannt wurde Schwiekowski in der Hauptrolle der Öko-Försterin Lisa Carstens im Forsthaus Falkenau des ZDF, gleichzeitig spielte sie in dem Kino-Hit Mädchen Mädchen als „Christin“ vor der Kamera. Die nächste Serienhauptrolle folgte 2000 in der RTL-Produktion Großstadtträume. Hier spielte sie die Journalistin „Hannah Scholl“, die das Lifestyle-Magazin Pool mit aufbaut und nebenbei in die Intrigen und Liebesränke innerhalb der Redaktion verstrickt wird. Seitdem RTL diese Serie eingestellt hat, ist Anke Schwiekowski in verschiedenen Film- und Fernsehproduktionen in Gast- und Episodenrollen zu sehen.

## Rollen
- 1989: Les Amours Perdus (Hauptrolle)
- 1992: Immer wieder Sonntag (Nebenrolle)
- 1996: Aus heiterem Himmel – 5 Folgen (Nebenrolle)
- 1997: Versorgungsausgleich (Hauptrolle)
- 1997: Dr. Stefan Frank – Der Arzt, dem die Frauen vertrauen – Gifthöhle
- 1997: Die Sexfalle (Nebenrolle)
- 1998: Polizeiruf 110 – Todsicher (Hauptrolle)
- 1998: Aus heiterem Himmel (Episodenhauptrolle)
- 1999: Ganz unten, ganz oben (Episodenhauptrolle)
- 1997–2002: Forsthaus Falkenau – drei  Staffeln (Hauptrolle)
- 2000: Großstadtträume – 21 Folgen (Hauptrolle)
- 2001: Der Bulle von Tölz: Tödliches Dreieck
- 2001: Mädchen Mädchen (Nebenrolle)
- 2002: Family Affairs  (Nebenrolle)
- 2002: SOKO Leipzig – Tödliche Kurse (Episodenhauptrolle)
- 2003: Emily will sterben (Gastrolle)
- 2003: Alphateam (Episodenhauptrolle)
- 2003: Mädchen, Mädchen 2 – Loft oder Liebe (Gastrolle)
- 2004: Schulmädchen (Episodenrolle)
- 2006: Kripo Rhein-Main (Nebenrolle)
- 2007: Kein Spiel (Nebenrolle)
- 2007: Tatort – Kleine Herzen (Nebenrolle)
- 2007: Rote Rosen (Gastrolle)
- 2007: Nachts (Nebenrolle)
- 2008: Mit sechzehn bin ich weg (Nebenrolle)
- 2008: Die Liebesflüsterin (Nebenrolle)
- 2009: Die Rosenheim-Cops – Ritt in den Tod (Episodenhauptrolle)
- 2012: Unausgesprochen (Nebenrolle)